# پورت آرانساس (تگزاس)
پورت آرانساس، تگزاس(به انگلیسی: Port Aransas, Texas) شهری در ایالت تگزاس از ایالات جنوبی ایالات متحده آمریکا است. در سرشماری سال ۲۰۰۰، جمعیت این شهر ۳۳۷۰ نفر اعلام شد.